# جورج إلياسن
جورج إلياسن (بالنرويجية: Georg Christen Eliassen)‏ هو مهندس معماري نرويجي، ولد في 1 يوليو 1880 في كريستيانية في النرويج، وتوفي في 24 ديسمبر 1964 في أوسلو في النرويج.